# Pilot (One Tree Hill)
 For alternative betydninger, se Pilot (flertydig). (Se også artikler, som begynder med Pilot)
"Pilot" er første afsnit i tv-serien One Tree Hill, som havde premiere på The Warner Bros. Television Network den 23. september 2003. Det introducere figuren Lucas Scott (Chad Michael Murray) og personerne omkring hans liv i den fiktive by, Tree Hill. Afsnittet viser Lucas Scotts basketballkamp imod hans halvbror Nathan Scott (James Lafferty) for at vise rivaliseringen imellem dem.
"Pilot" er instrueret af Bryan Gordon, som har instrueret afsnit af tv-serier som The West Wing, Freaks and Geeks, og senere The Office. Afsnittet har John Keenan som Officer Wayman og Melissa Claire Egan som Melody i gæsterollerne.

## Synopsis
Tekst mangler, hjælp os med at skrive teksten

## Produktion
One Tree Hill var først skabt til at være en film med titlen ""Ravens". Men Mark Schwahn fik at vide, at det ville blive mere interessant som en tv-serie . Der er lavet et ikke vist "Pilot" afsnit. Afsnittet starter i fortiden, hvor det fortæller historien om Karen og Dan, og om hvordan hun blev gravid. Så, efter at Dan har giftet sig med Deb, skifter det til nutiden, hvor Lucas har sin første dag på Tree Hill High School. Han møder Mouth, og andre og indser at han er vild med basketball. Det er indtil Nathan og ham kommer op og slås om Dan.

I det viste "Pilot" afsnit, var Brooke Davis (Sophia Bush) ikke med, og blev først vist i The Places You Have Come to Fear the Most. Samantha Shelton spillede en person kaldet Reagan i det ikke viste "Pilot" afsnit. Hun blev skiftet ud med figuren Haley James.

## Modtagelse
I USA modtog afsnittet to en halv million seere, på The WB. Sammenlignet med de andre serier, var det en ringe modtagelse.